# Готтесман, Рут
Рут Леви Готтесман (урождённая Леви, род. 1930) — американский врач, специализирующийся в области педагогической психологии.
Председатель попечительского совета Медицинского колледжа Альберта Эйнштейна (AECOM) в Бронксе, где она работала и преподавала в качестве профессора с 1968 года. Её работа была сосредоточена на психологии развития, в частности на диагностике и мониторинге нарушений обучаемости. Среди прочего, с 1992 года она разработала программу по обучению грамоте взрослых, которая используется и по сей день. В феврале 2024 года Рут Готтесман сделала крупнейшее известное индивидуальное пожертвование в пользу медицинского учебного заведения на сумму, эквивалентную миллиарду долларов, колледжу AECOM, которые она использовала, в частности, для финансирования отказа от платы за обучение в этом университете. Средства были получены из совместного имущества, которое она получила после смерти её мужа Дэвида Готтесмана.

## Академическая карьера
Рут Леви, впоследствии Готтесман, училась в Mount Holyoke College с 1948 года и окончила Барнард-колледж со степенью бакалавра. Получила степень магистра в области психологии развития и доктора в области психологии образования в Teachers College Колумбийского университета.
В 1968 году Готтесман перешла в Медицинский колледж Альберта Эйнштейна и его Детский центр оценки и реабилитации (CERC), где разработала методы измерения и оценки программ для людей с нарушениями обучаемости. В 1992 году она начала в CERC программу обучения грамоте взрослых, а в 1998 году стала одним из основателей Центра Фишера Ландау по лечению нарушений обучаемости. Является почётным сотрудником кафедры педиатрии (медицина развития) и председателем попечительского совета AECOM.
Впервые Готтесман была назначена членом Попечительского совета в 2002 году, который она возглавляла до 2014 года. После смерти её преемника Роджера Айнигера в 2020 году она вновь взяла на себя эту роль по просьбе университета. Среди других должностей Готтесман — член попечительского совета Montefiore Health System и Montefiore Hospital, Медицинского колледжа Альберта Эйнштейна с 2007 года.

## Личная жизнь
В 1950 году Рут Леви вышла замуж за Дэвида Готтесмана, с которым познакомилась в 1948 году, до того как она начала учиться в колледже Маунт Холиоук. Прожили в браке более 72 лет вплоть до смерти Дэвида Готтесмана в 2022 году. В браке родились трое детей. Журнал Forbes оценил их состояние в 3 миллиарда долларов.

## Филантропия
С 1965 года Рут и Дэвид Готтесман объединяли свои благотворительные начинания через собственный благотворительный фонд Gottesman Fund, расположенный в Вашингтоне. Из этого фонда они поддерживали различные учреждения и организации, особенно из еврейской общины, которые занимаются вопросами образования, программ здравоохранения, искусства и культуры, как в США, так и в Израиле. Рут и Дэвид Готтесман уже пожертвовали 25 миллионов долларов колледжу AECOM в 2008 году. Эти средства были использованы для создания «Института исследований стволовых клеток и регенеративной медицины Рут Л. и Дэвида С. Готтесман», «Центра клинических навыков Рут Л. Готтесман» и «Факультетской стипендии по эпигенетике» при AECOM.
Когда в 2022 году умер её муж Дэвид Готтесман, он оставил жене портфель акций Berkshire Hathaway для использования по её усмотрению. Для финансирования высшего образования и улучшения доступа к нему в феврале 2024 года Рут Готтесман объявила о пожертвовании колледжу AECOM миллиарда долларов, который будет использован в первую очередь для отказа от платы за обучение.